# 長者及合資格殘疾人士公共交通票價優惠計劃
提示：除特別註明外，本文中所有貨幣均為港幣。
長者及合資格殘疾人士公共交通票價優惠計劃（Public Transport Fare Concession Scheme for the Elderly and Eligible Persons with Disabilities），俗稱2元乘車優惠、2元優惠計劃、$2搭車/搭船，是香港勞工及福利局為特定人士推行的票價優惠計劃，讓「殘疾程度達100%的綜合社會保障援助計劃」或「傷殘津貼」受助人和60歲或以上的香港居民能在以指定八達通乘坐適用於計劃的公共交通工具時，享有每程2港元的優惠。
行政長官曾蔭權於2011年施政報告建議所有香港65歲以上者和符合資格的殘疾人士以每程2元的優惠票價乘坐公共交通工具，以望減輕他們的經濟壓力，讓他們參與社區。次年開始推行，之後計劃範圍內的公共交通工具不斷擴大，例如綠色專線小巴、街渡、電車皆在後來的施政報告納入。2022年開始計劃對長者的定義亦從原先的65歲下調至60歲。2025年2月26日，財政司司長陳茂波在2025-26年度財政預算案當中，宣佈將把計劃的長者部分維持門檻為60歲不變，不過全部計劃享用者日後只有10元或以下的公共交通工具車資需付2元，超過10元的則會提供2折優惠。同時限制總優惠次數為一個月240程。
該計劃在推出後便受到長者和合資格殘疾人士的好評，但同時亦有長途車應短程、不合資格人士享優惠、司機詐騙補貼的情況出現。政府採取宣傳教育、強制指定八達通實名、核數等手段打擊不當使用計劃的情況，而計劃開支亦受政治人物和學者所關注。

## 歷史

### 起源
計劃實施前港鐵、九巴、城巴等香港主要公共交通工具都自願為長者及殘疾人士提供票價優惠。2011年10月12日，行政長官曾蔭權發表施政報告，建議所有65歲以上者和符合資格的殘疾人士能以每程2元的優惠票價乘坐港鐵、專營巴士、渡輪等公共交通工具。同時顧及原本部分公共交通工具營運商已提供票價優惠，故要求在維持優惠的前提下，以實報實銷形式向營運商補償差額。政府認為交通費對上述群體構成壓力，故推行該計劃促使長者及殘疾人士參與社區，讓社會共融。

### 首三階段
2012年6月，該計劃的首階段開始推行，讓香港65歲以上者和符合資格的殘疾人士能以2元的優惠票價乘坐港鐵、港鐵巴士、輕鐵。第二階段原定在9月推行，但由於專營巴士公司提早完成軟件上的更新，故於8月提早推行，使該計劃的適用範圍涵蓋九巴、城巴、新巴（已合併）及龍運巴士。
同年11月，張建宗表示政府正與渡輪、專線小巴、專營大嶼山路線的巴士相討如何把該計劃擴展，並宣布該計劃將於2013年涵蓋所有渡輪以及大嶼山巴士。次年3月，2元交通優惠計劃正式擴展至指定的渡輪和新大嶼山巴士，為計劃的第三階段。

### 後續擴展

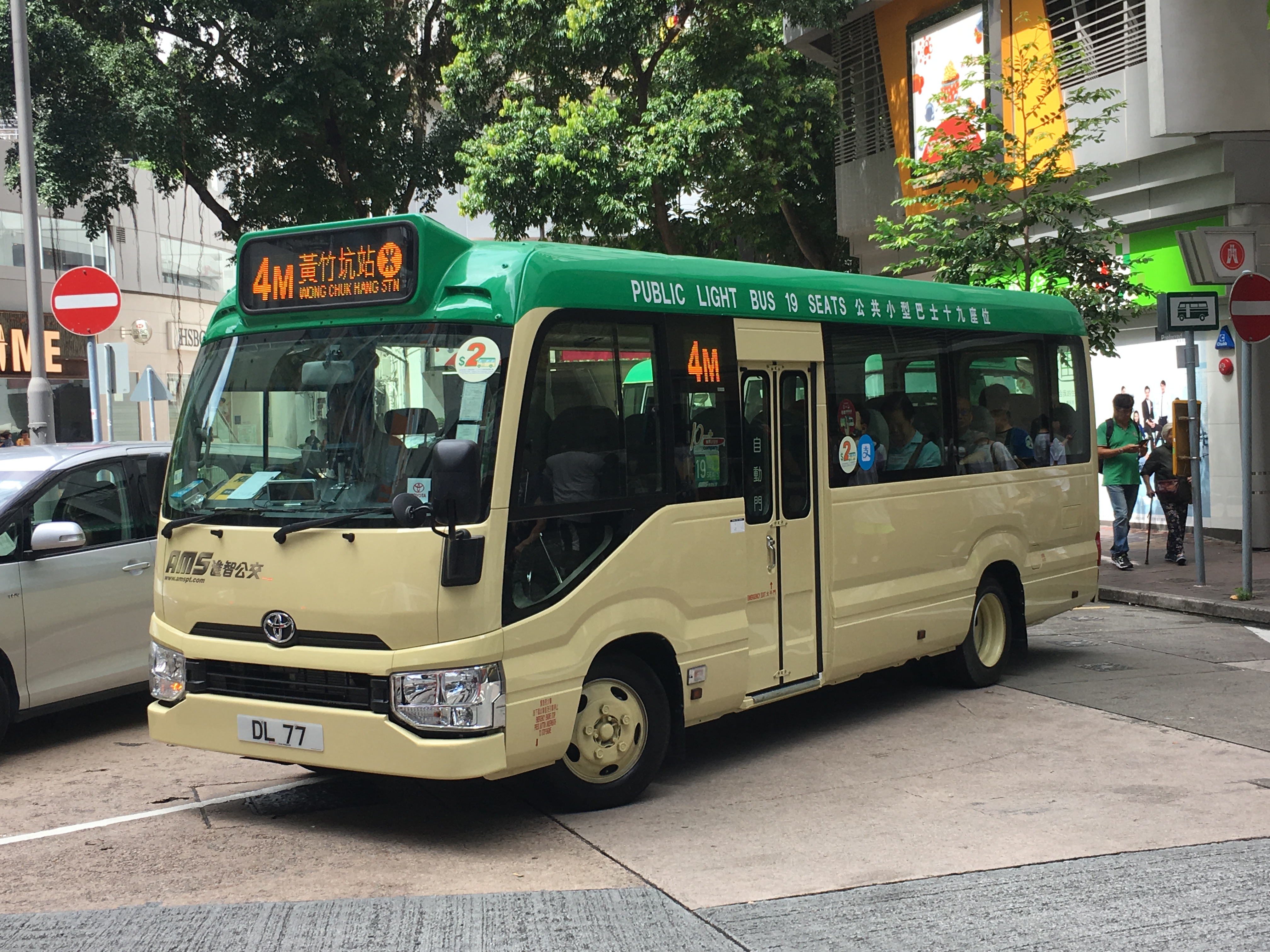
參與的「綠色」專線小巴路線，會在車頭擋風玻璃、車身左邊近車門及車上八達通收費器貼上一個標誌，以茲識別該等小巴已參與優惠計劃

2014年政府決定讓12歲以下的合資格殘疾兒童也能以優惠票價乘坐適用於計劃的交通工具，並在施政報告中提出把優惠擴展至綠色專線小巴。後者於次年3月生效，推出時涵蓋香港過80%的綠色小巴路線。行政長官梁振英和張建宗在落實當天到小巴站視察。涵蓋綠色小巴比率隨後在9月增至94%。2017年，前行政長官曾蔭權接受前立法會主席曾鈺成訪問時，提及此計劃在他完成行政長官任期前實行，是他40多年公務生涯其中一件開心的事情。

### 再擴展與收緊
2020年，特首林鄭月娥宣布60-64歲者將納入2元交通優惠計劃的範圍之內。11月，勞工及福利局局長羅致光表示，政府正檢討2元交通優惠計劃的成效和對財政的影響，故難以確定優惠何時擴展至60-64歲者。同月，評估工作大致已完成，並計劃把優惠於2021年擴展。
2021年1月，羅致光表示因為計劃將擴展至60-64歲仍有一定社交和經濟活動的人士，故為避免濫用，減輕相關開支，決定強制所有受惠者以個人八達通來領取優惠。當中要求60歲以上的長者需分批申請印有個人相片和姓名的樂悠咭，此舉預計會讓遊客不能享有優惠。他亦表示計劃將於未來每5年檢討一次，當中可能的檢討方向有把2元加至2.5元或3元。6月，計劃將擴展至紅色小巴、街渡及電車。8月2日，樂悠咭開始接受1957年出生的人士申請，其他合資格人士則在後來分階段申請。
持有樂悠咭的60-64歲者在次年2月開始可以2元的優惠票價乘坐指定交通工具，同時該優惠正式在參與計劃的紅色小巴、街渡及電車上推行。此外城巴和新巴不再向長者提供原有的票價優惠，把有關開支轉移到政府上。2023年12月28日，政府宣布從2024年8月25日起，所有60歲或以上香港居民必須使用「樂悠咭」才可繼續享用計劃優惠，60歲以上的合資格殘疾人士也不為例外。
2024年2月28日，政府在當天發表的財政預算案當中提出需檢討2元優惠計劃，以提升計劃可持續性。財政司司長陳茂波在宣讀這一段落時，強調「無意取消計劃」。8月25日起，計劃正式把樂悠咭視為長者享有計劃優惠的唯一途徑。11月，政府表示不會再修改受惠人士的資格。
2025年2月2日，陳茂波表態認為社會共識是要修改計劃，不過承諾65歲或以上者在修改後會繼續享有2元乘車優惠。26日，陳茂波在2025-26年度財政預算案當中，宣佈將把計劃的長者部分維持門檻為60歲不變，不過全部計劃享用者日後只有10元或以下的公共交通工具車資為2元，超過10元的則會提供2折優惠。同時限制總優惠次數為一個月240程。勞工及福利局局長孫玉菡在2月指修訂預計最快在2026年9月實施。4月時則表示「2元2折」和限制總優惠次數的修訂預計分別在2026年4月和2027年實施。

## 程序資格

### 資格
所有60歲或以上的香港居民、殘疾程度為100%的綜合社會保障援助或傷殘津貼領取者皆為此一計劃的適用對象。就前者的情況而言，合資格者需使用樂悠咭來乘坐適用於計劃的公共交通工具，方可享用有關優惠。65歲或以上的長者八達通和個人八達通曾在2024年8月25日之前視為適用於優惠計劃的八達通，之後取消。就後者的情況而言，合資格殘疾人士需使用註有「殘疾人士身份」的個人八達通，方可享用有關優惠。

### 程序
適用於60歲或以上者的樂悠咭需經郵寄表格或「八達通App」手機應用程式申請，並透過手機短訊、電郵或信件去了解申請進度。申請成功後八達通卡有限公司會以短訊通知當事人，並於四星期內寄至當事人的通訊地址。

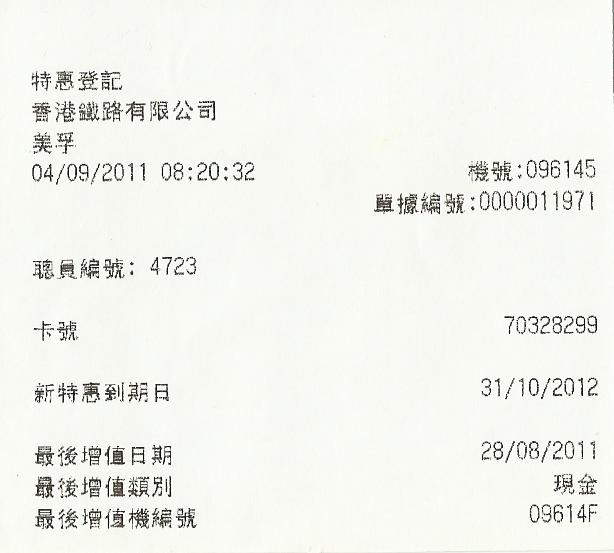
在個人八達通啟動／延續殘疾人士身分的收據

至於「殘疾程度達100%的綜合社會保障援助計劃」或「傷殘津貼」受助人，申請人、其家長或監護人在申請有關計劃成功後會收到已證明申請人符合資格的「殘疾人士身分」個人八達通申請表，之後他們需填寫申請表，然後交到港鐵客務中心，以申請該八達通或在個人八達通啟動/延續「殘疾人士身分」。若沒有收到申請表，則需到社會保障辦事處或港鐵客務中心補領。從2024年8月25日起，他們在年滿60歲後需使用樂悠咭才可繼續使用優惠。

## 計劃詳情
60歲或以上長者、65歲以下殘疾程度達100%的綜合社會保障援助受助人和傷殘津貼受惠人，乘搭大部分專營巴士、所有港鐵巴士及綠色專線小巴路線、指定公共小巴（紅色小巴）及居民巴士路線時，每程車費劃一只需$2.0。60歲或以上香港長者使用「樂悠咭」，而合資格殘疾人士則使用註有「殘疾人士身分」的個人八達通卡，方可享用票價優惠。
是項計劃由運輸署執行，政府透過一個專為優惠計劃而開發的中央結算平台，取得優惠計劃每日乘客量準確紀錄，以便以實報實銷方法，計算需向各有關公共交通營辦商發還的票價差額。營辦商在申領發還票價差額時，需向政府提供在優惠計劃下受惠人士的數目及申領發還的票價差額款項的相關資料，以供政府批核。
根據優惠計劃的原則，在參與計劃期間，營辦商仍需繼續承擔其自願為長者及殘疾人士提供的票價優惠（例如長者$2.0假日車費）；若路線本身設有票價優惠（包括雙向分段收費），政府是以實際適用票價（即扣除營辦商自設的票價優惠）計算向營辦商發還應收取的差額。如實際適用票價低於2元，長者及合資格殘疾人士只需支付該低於2元的票價，政府無需在優惠計劃下發還任何票價差額。

### 涵蓋公共交通工具

#### 巴士及鐵路
- 港鐵：
  - 不包括以下路線或車程：
    - 機場快綫
    - 東鐵綫頭等車廂附加費
    - 往返羅湖或落馬洲站
    - 60至64歲香港居民使用樂悠咭而沒有加註殘疾身份的乘客往返馬場站
- 九巴：除跑馬地馬場路線（101R、102R）、沙田馬場路線、星級專線（P960、P968）、HK1線以外的其他路線。
- 城巴：除非專營巴士路線（如沙田第一城居民巴士路線61R及88R）、馬場路線（101R、102R）、城巴機場快線（A線及NA線）及觀光城巴H3及H4線以外的其他路線。[48]
- 龍運巴士：除機場路線（A線及NA線）及亞洲國際博覽館特別路線（X33、X36、X40、X43、X47）以外的其他路線。
- 新大嶼山巴士：除A35線和以預約和團體租用形式提供特別路線外的其他路線。
- 所有港鐵巴士和港鐵接駁巴士路線
- 所有專線小巴路線
- 香港電車（私人租賃除外）
- 部分紅色小巴路線
- 部分居民巴士路線（截至2024年1月2日）：包括所有錦綉花園路線、馬灣路線（NR334線除外）、愉景灣路線（DB02A及DB02R線除外）、HR42、HR88、NR35、NR38、NR84、NR740、NR741、NR761、NR917、NR918、NR940及NR945線

#### 渡輪
- 新渡輪：中環至長洲航線（不包括豪華位）；中環至梅窩航線、北角至紅磡航線、北角至九龍城航線、橫水渡（不包括北角至大廟灣航線）
- 天星小輪：尖沙咀至中環航線、尖沙咀至灣仔航線（不包括觀光航線）
- 富裕小輪：北角至觀塘航線、屯門至大澳航線、中環至紅磡航線（不包括水上的士）
- 珊瑚海船務：觀塘至西灣河航線、鯉魚門至西灣河航線、三家村至東龍島航線
- 珀麗灣客運：珀麗灣至中環航線、珀麗灣至荃灣航線
- 港九小輪：坪洲至中環航線（包括其特別班次坪洲至喜靈洲航線）、榕樹灣至中環航線、索罟灣至中環航線
- 愉景灣航運：愉景灣至中環航線
- 翠華船務：香港仔至榕樹灣航線、馬料水至塔門航線、塔門至黃石航線、馬料水至東平洲航線、香港仔至蒲台島航線、坪洲至愉景灣航線、西貢至糧船灣航線
- 全記渡：香港仔至索罟灣航線
- 坪洲街渡：愉景灣至梅窩航線
- 聲威實業：馬料水至吉澳、鴨洲航線、馬料水至荔枝窩航線、大水坑至荔枝窩、吉澳、鴨洲航線、沙頭角至荔枝窩、吉澳、鴨洲航線
- 香港仔小輪：香港仔至鴨脷洲航線
- 碧海船務：西灣河至東龍島航線
- 潤利海事：將軍澳 (南) 至西灣河航線

## 不當使用

### 長車短搭
由於合資格人士在使用此優惠時不論短途還是長途車，基本票價皆為2港元，誘使他們會乘坐較早到站或票價較高的長途車來應付短路程（俗稱「長車短搭」），令政府需向營運商補貼較高的價格，造成公帑浪費。2021年民建聯立法會議員柯創盛和香港公共交通智庫幹事陳迪遙皆呼籲政府關注此一問題。政府因此在2022年7月推出宣傳，以呼籲合資格人士使用短途車應付短路程，並在能使用正確的雙向分段收費，孫玉菡相信合資格人士會願意配合。
2023年香港01運用政府數據分析指，長車短搭並不是政府2022至23年用在有關計劃的開支增加的主因，反而沒出現有關情況的港鐵的開支增長大於巴士。立法會議員張欣宇亦表示從客量比例及觀察可見，長車短搭的情況不嚴重，也沒令交通工具載客量過份飽和。光傳媒同樣引述政府文件支持香港01的分析，並指發還給巴士的開支佔整體三成左右，因此認為即使解決此一問題，「對政府的財政開支幫助可能不大」。

### 不合資格人士享優惠
羅致光和政府委託的顧問公司分別在2020年和2021年表示，不合資格人士有機會使用不記名的長者八達通卡使用此優惠，造成濫用。由於購買長者八達通卡時沒有任何的資格審查，故此不合資格者亦可購買之來享優惠。唯港鐵查票時若發現不合資格人士使用長者八達通卡，將被罰處1000元。顧問公司認為人們可能有「很高風險」透過此一方式濫用計劃。政府為此推出記名的樂悠咭，以之逐漸替代長者及個人八達通卡。2024年8月25日整個取代計劃完成，連帶60歲以上的合資格殘疾人士也需使用樂悠咭，才可繼續使用優惠。

### 司機詐騙
基於計劃涉及政府向服務經營者補貼長者兩元優惠與原有車資之間的差價，因此服務經營者所載的長者越多，便能向政府收取越多車資差價的補貼。
部分司機曾以此濫用計劃，購買多張長者八達通卡後，再大量拍卡虛報有大量長者乘車，從而詐騙政府為計劃提供的金錢補貼。當中部分案件詐騙公帑高達15萬港元。運輸署為防止及發現這類型的行為，會要求接受補貼的營辦商進行內部監控、接受獨立核數師的審計及鑑證，並實地考察優惠使用情況。

## 政府和交通營辦商加強監管和罰則
2023年6月25日起，港鐵提高逃票或違規使用優惠的罰款，重鐵罰款由500元增至1,000元，輕鐵和港鐵巴士罰款由290元增至370元。而巴士公司亦表示會配合政府的行動。運輸署表示若發現違規，可能會提出檢控，刑罰包括判監。如乘客不合作，警方亦會在場提供協助，但暫未說明什麼情況下可以檢控。
2023年6月26日起，運輸署為打擊濫用「2元乘車優惠」，派出3人小組在不同巴士、小巴和渡輪站查票行動，為期2個月。截至下午5時查核逾百班次，55人疑違規，查證後均未有違規。特首李家超表示高調行動目的是阻嚇及教育，讓絕大部分市民明白不能濫用優惠，同時明白濫用優惠會有嚴重性及法律後果，日後政府亦會不時突擊檢查。

## 評價

### 初期反應
在計劃初提出時，其便得到長者及合資格殘疾人士的好評。但立法會議員譚耀宗、潘佩璆，乃至部分市民認為優惠的開支應由公共交通工具營運商負責，政府不應以公帑補貼由財團營運的營運商。曾蔭權則回應指政府不能夠迫使營運商以虧蝕的方式營運。香港失明人互聯會中心主任盛李廉則認為計劃對「合資格殘疾人士」的定義門檻太高，把擁有同類困境但不合資格的殘疾人士拒諸門外。老人權益促進會理事陳鑑銘批評政府在落實同類計劃上比中國大陸慢「好多年」。
曾蔭權初表示該計劃會對政府構成1億至2億元的額外成本，對整體預算影響不大。不過浸會大學財務及決策學系副教授麥萃才則認為政府的有關估計沒有慮及未來的票價上升和人口結構轉變，對計劃的持續性表示質疑，但乃認同該計劃成本效益較高齡津貼高。

### 開支爭議

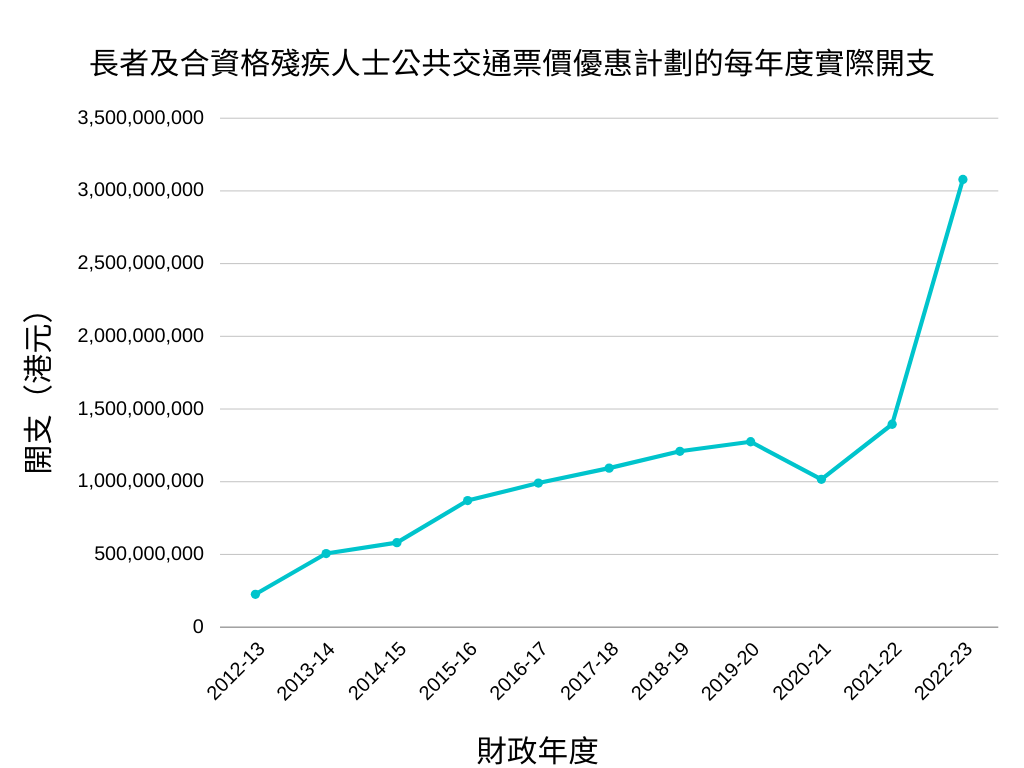
2012至2023年期間，香港政府用在長者及合資格殘疾人士公共交通票價優惠計劃的實際開支 (Note: 數據可見於歷年香港政府財政預算。)

2020年香港大學社會工作及社會行政學系教授葉兆輝認為人口結構轉變會使計劃於未來開支增加，建議政府收集計劃成效方面的數據。樹仁大學經濟及金融學系助理教授袁偉基則持相反態度，表示政府過去每年有千億盈餘，計劃開支只佔庫房整體的一少部分。
葉劉淑儀在2023年曾指責此計劃令政府每年耗支70多億，且快會突破百億，認為政府應檢討計劃的可負擔性。不過香港01則引述政府資料，查核其說法為錯誤：計劃在2022年至23年預算耗支經修訂後為30億，在推行10年期間總開支則為91.65億，認為有關說法與現實不符。立法會議員陳健波立場跟葉劉接近，在電台節目表明2023年計劃總開支會突破百億，認為政府應加強阻止濫用情況，其後改口稱2023至24年政府為此申請67億元預算。
觀塘前區議員梁翊婷引述報導，反駁指政府經常在預算上高估計劃開支。並引述檢控數據，認為在長者優惠實名制逐漸推行下，濫用情況已得到一定控制。陳健波回應指巴士和小巴欠抽查乘客的誘因，故檢控數字不一定反映現實。傳媒人陳景祥認為，基於經濟環境和社會貧富差距擴大，社會上將會有更多人需要政府協助，因此不應該在票價優惠計劃等有需求的地方上節省開支，而是應該「催谷經濟增長」。

#### 修訂提議
部分政治人物及學者因為對財政壓力的擔憂而提出修訂提議，但亦有人因計劃原意和開支佔比少而反對修訂。香港大學社會工作及社會行政學系前教授周永新和陳健波分別稱，可為計劃設定資助額上限及/或限制次數，讓計劃對政府的負擔減輕。立法會議員陳紹雄亦讚同設定資助額上限。麥萃才同樣建議限制每天使用次數，或應在考慮使用者經濟條件的情況下有限地提供。實政圓桌立法會議員田北辰在2023年建議把每程2元改成每程2折。之後他在2025年建議超過10元的車程才2折，10元以下的則維持2元，並應設立每月1,500元的上限。
2024年，前勞工及福利局局長羅致光及立法會議員管浩鳴建議政府可考慮把計劃享用人士所需負擔的2元車資部分增加，以抵消通漲引起的成本上升。管浩鳴另外表示交通營運商也應承擔部分優惠支出。立法會議員李世榮同年建議政府應考慮在繁忙時間後才為合資格人士提供優惠。2025年2月5日，香港中文大學地理與資源管理系教授沈建法在《明報》上根據政府數據分析指，把適用年齡調回65歲可減少20至40億的年支出，設定使用金額及次數上限則可減少5至15億。而他本人則建議於未來按通脹調整享用人士所需負擔的車資部分，並讚揚計劃本身能讓非繁忙時間的公共交通資源更有效地運用，減輕交通營運商的加價需求。
民建聯成員陳恒鑌則反稱計劃僅佔社會福利開支的一少部分，不應因少數人濫用而對之「過份批評」。他在另一篇報導中表示，政府的有關開支「尚可接受」，但應以制定措施和教育來解決「長車短搭」問題。立法會議員梁熙建議應在巴士方面實施「雙向分段收費」，解決「長車短搭」問題。社福界議員狄志遠和前屯門區議會副主席黃丹晴稱任何更改票價優惠的建議皆違反鼓勵長者多出行的計劃原意。前者後來在2024年10月表示，若政府仍對香港未來經濟有信心，就不應該「打長者的主意」。立法會議員梁美芬同樣表示長者若因交通開資而減少外出會不利他們的健康，並指他們擁有一定的消費力，有助推動經濟。
孫玉菡在2023年表示，實施分段收費可能讓更多人選擇長車短搭，讓長途車更為飽和，而且由於短途乘客會在中途下車，所以也會構成資源浪費。2025年1月，工聯會亦表達了反對變更2元優惠計劃的立場，但認為應實施分段收費。同月民主黨亦讚成實施分段收費，並取消公共巴士的陸路離境路線優惠。2月7日，民建聯表示削減2元優惠計劃對政府財政幫助不大，因此反對削減，不過建議可考慮設立補貼上限。《星島頭條》的社論批評民建聯的上述立場，認為它是為了選票而有這樣的立場，忽略了香港人口老化和財政壓力問題，表示他們應做出「未必受歡迎但正確的決定」。

##### 對修改消息的反應
2025年2月21日，香港01等媒體引述消息指長者及合資格殘疾人士公共交通票價優惠計劃的長者部分會維持門檻為60歲不變，不過全部計劃享用者日後只有10元以下的公共交通工具車資為2元，超過10元的則會提供2折優惠。同時限制總優惠次數為一個月240程。這一修訂預計能改善長車短搭問題。
立法會議員管浩鳴表示這一修訂對於長車長搭的人而言，每程支出可能多數元，認為是他們可合理負擔的範圍，並表示除了工作需頻繁使用公共交通工具的長者，很少人會每月使用超過240次優惠。屬勞工社團聯會的立法會議員林振昇表示該方案除了對部分車程偏遠的長者有一點可承受的影響外，其餘的修訂皆對享用者影響不大。此外亦指方案能讓政府更易計算開支。田北辰建議應在此修訂之上設立補貼上限，並加強抽查及罰則，阻嚇不合資格人士享用優惠。狄志遠反對這一修訂，表示這樣修改對財政影響不大，但卻加重長者的負面感受和住在偏遠地區的長者的經濟負擔。工聯會鄧家彪批評這會對跨區照顧孫兒的長者有一定影響。經民聯立法會議員林健鋒則批評這一方案較難讓人掌握，建議改跟從通脹修改車資。
李世榮指此一消息跟他們政黨（民建聯）提出的意見類似，他本人讚同該一限制次數的合理性，不過對把部分車程劃為2折的效果表示質疑。周永新批評這一修訂會令65歲以上者感到不公，因為整個計劃是在降到60至64歲後開支才大幅增加。同時亦指未來香港人口老化，整個修訂沒有為資助開支設上限，因此對政府的支出減少影響不大，但認同這能改善長車短搭的問題。張欣宇在消息傳出當天認為此一修訂只會影響少數人，因長者大多不會每月享用超過240次優惠，乘坐長途車的比例也較少，該修訂能回應社會的關注。他之後在24日表示這一修訂「無必要性」，對政府財政欠影響。並指政府應更嚴格把關巴士車資的調高申請，以免優惠開支過份上升。他還讚揚計劃能讓長者多出行消費和鼓勵他們工作。民建聯和工聯會的立場則是最好所有優惠不變，但按這一消息的方案修改亦可接受。自由黨黨主席邵家輝表示此一方案「已作出平衡」，並認同其能改善長車短搭問題，不過希望政府日後再檢討計劃。

#### 年齡放寬
計劃適用年齡降至60歲後，其開支出現較大的增長，其原因在於與65歲或以上人士相比，60至64歲者較多為在職人士，而且較熱於社交。不過孫玉菡指政府在制定預算時已考慮人口老化等因素。
2021年，香港社區組織協會的組織者吳衛東認為年齡放寬有助60至64歲的長者就業。經濟學家關焯照則因考慮到不少60至64歲者仍有工作，故反對有關年齡放寬，並建議應以有關資源安排培訓活動。同年7月1日，媒體工作者林妙茵批評政府在決定降低年齡時欠交代需額外花費的金額，而自己只能翻查顧問公司的報告，表示雖然該公司對放寬年齡持「保留」態度，但政府在此事上的態度「一往無前」，而且欠邏輯，沒落實顧問公司其他減少不當使用的建議。2023年5月至6月，前運房局長張炳良及前教育局局長孫明揚分別反對計劃適用年齡降至60歲，表示此舉對政府財政構成龐大壓力。不過羅致光反指香港未來60至64歲人口預計會下降，同時65歲以上者人數會持續上升，因此長遠來看這一更改對政府財政負擔不大。張炳良同時表示公共交通會加價，再加上香港人口老化，故政府及青年的負擔會於將來加重，並建議計劃每程車費加至3元，而孫明揚考慮到社會醫療制度及退休年齡會分別進步和延後，建議政府可在未來把計劃適用年齡提高至70歲。麥萃才同樣指政府在補貼60至64歲者的通勤上班開支，故認為應把開支用在建屋等更有需要的地方。
2024年12月，行政會議成員兼立法會議員張宇人亦表示在考慮政府財政不佳的情況下，應把適用年齡重回65歲。同月，周永新建議應規定60至65歲的長者每月只可用700元的補貼優惠。若「徹底」一點則不讓他們享有優惠，認為在調低計劃適用年齡時社會對此沒有很大要求。
2025年1月，前財政司司長曾俊華同樣對年齡放寬的決定「有保留」，因為它跟其他香港老人福利的界線不劃一，並認為在政府財政狀況不理想的情況下應檢討該優惠。香港01評論指勞工及福利局在2018年各已委托顧問公司檢討該計劃，並舉辦多場諮詢會，結果在場很多長者皆讚同降低適用年齡。該公司的檢討報告亦已考慮了下調年齡後的開支增長及人口老化，而實際開支已較當時預計的少，但「沒有多少人會提及，更遑論考究箇中原因」。並認為計劃是可以檢討，但政府在縮減開支的取向不只是理性的問題，更涉及當局的價值觀取向。次月，行政會議成員林正財表示下調受惠年齡有助推動長者繼續就業，但建議限制60至64歲者的使用次數。該一建議獲民建聯主席陳克勤支持。《文匯報》建議在削減優惠的同時增加協助長者就業的措施。立法會A4聯盟建議維持計劃的適用年齡，政府也應按實際使用數據修改計劃。
鄧家彪建議交通營運商應承擔60至64歲者的部分優惠開支，不然應於未來取消這一年齡層的優惠。張欣宇亦支持交通營運商應承擔部分優惠開支的說法，不過實際執行要看它們的負擔能力。民建聯認為上述提議不可行，因會令交通營運商有壓力加價，間接把開支轉移給市民負擔。《am730》的社論以同一理由批評該一建議，並指政府的福利政策應由政府自行承擔，若有需要可考慮調整或暫停計劃。管浩鳴表示雖然這一建議會讓市民承擔部分開支，但比全由納稅人承擔好。

## 外部連結
- 長者及合資格殘疾人士公共交通票價優惠計劃 （页面存档备份，存于）
- 港鐵－長者及合資格殘疾人士公共交通票價優惠計劃 （页面存档备份，存于）
- 城巴／新巴－長者及合資格殘疾人士公共交通票價優惠計劃 （页面存档备份，存于）
- 新渡輪－長者及合資格殘疾人士公共交通票價優惠計劃 （页面存档备份，存于）
- 「長者及合資格殘疾人士公共交通票價優惠計劃」港鐵八達通車費表 （页面存档备份，存于）
- 立法會福利事務委員會會議文件 2012年5月 （页面存档备份，存于）
- 政府當局提供的政府長者及合資格殘疾人士公共交通票價優惠計劃全面檢討的最終報告 2021年1月 （页面存档备份，存于）